# Цветкова Бара
Цве́ткова Ба́ра (болг. Цветкова бара) — село в Монтанській області Болгарії. Входить до складу общини Берковиця.

## Населення
За даними перепису населення 2011 року у селі проживали 24 особи, усі — болгари.
Розподіл населення за віком у 2011 році:
Динаміка населення: